# Lista siturilor arheologice din județul Brașov - H
Lista siturilor arheologice din județul Brașov - H conține toate siturile arheologice din județul Brașov înscrise în Repertoriul Arheologic Național (RAN) și aflate în localități al căror nume începe cu litera H. RAN este administrat de Ministerul Culturii și Patrimoniului Național și cuprinde date științifice, cartografice, topografice, imagini și planuri, precum și orice alte informații privitoare la zonele cu potențial arheologic, studiate sau nu, încă existente sau dispărute.
Puteți căuta un sit din localitățile care încep cu litera H folosind formularul de mai jos sau puteți naviga prin toate siturile din județ la Lista siturilor arheologice din județul Brașov.
| Cod RAN                                   | Denumire | Localitate                  | Adresă             | Datare                             | Descoperit | Coordonate                                      | Imagine           | Erori            |
| ----------------------------------------- | --- | --------------------------- | ------------------ | ---------------------------------- | ---------- | ----------------------------------------------- | ----------------- | ---------------- |
| 41836.01.01 (Cod LMI: BV-I-m-B-11278.03)  | Situl arheologic de la Hălmeag - "Valea Felmerului" / ansamblu anonim (Categorie: locuire civilă) (Tip: Așezare)                                           | sat Hălmeag, comuna Șercaia | Valea Felmerului   | Petrești                           |            |                                                 | Încărcați imagine | Raportați eroare |
| 41836.01.02 (Cod LMI: BV-I-m-B-11278.02)  | Situl arheologic de la Hălmeag - "Valea Felmerului" / ansamblu anonim (Categorie: locuire civilă) (Tip: Așezare)                                           | sat Hălmeag, comuna Șercaia | Valea Felmerului   |                                    |            |                                                 | Încărcați imagine | Raportați eroare |
| 41836.01.04 (Cod LMI: BV-I-s-B-11278)     | Situl arheologic de la Hălmeag - "Valea Felmerului" / ansamblu așezare (Categorie: locuire civilă) (Tip: Așezare)                                          | sat Hălmeag, comuna Șercaia | Valea Felmerului   |                                    |            |                                                 | Încărcați imagine | Raportați eroare |
| 41836.01.03 (Cod LMI: BV-I-m-B-11278.01)  | Situl arheologic de la Hălmeag - "Valea Felmerului" / ansamblu anonim (Categorie: locuire civilă) (Tip: Așezare)                                           | sat Hălmeag, comuna Șercaia | Valea Felmerului   | sec. II-III                        |            |                                                 | Încărcați imagine | Raportați eroare |
| 41097.01.01 (Cod LMI: BV-I-m-B-11279.05)  | Situl arheologic de la Hărman - "Gorganul" / ansamblu anonim (Categorie: locuire civilă) (Tip: Așezare)                                                    | sat Hărman, comuna Hărman   | Gorganul           | Boian                              |            | 45°43′20″N 25°40′07″E / 45.72222°N 25.66861°E   | Încărcați imagine | Raportați eroare |
| 41097.01.02 (Cod LMI: BV-I-m-B-11279.04)  | Situl arheologic de la Hărman - "Gorganul" / ansamblu anonim (Categorie: locuire civilă) (Tip: Așezare)                                                    | sat Hărman, comuna Hărman   | Gorganul           |                                    |            | 45°43′20″N 25°40′07″E / 45.72222°N 25.66861°E   | Încărcați imagine | Raportați eroare |
| 41097.01.03 (Cod LMI: BV-I-m-B-11279.03)  | Situl arheologic de la Hărman - "Gorganul" / ansamblu anonim (Categorie: locuire civilă) (Tip: Așezare)                                                    | sat Hărman, comuna Hărman   | Gorganul           |                                    |            | 45°43′20″N 25°40′07″E / 45.72222°N 25.66861°E   | Încărcați imagine | Raportați eroare |
| 41097.01.04 (Cod LMI: BV-I-m-B-11279.02)  | Situl arheologic de la Hărman - "Gorganul" / ansamblu anonim (Categorie: locuire civilă) (Tip: Așezare)                                                    | sat Hărman, comuna Hărman   | Gorganul           | sec. III a. Chr. - I p. Chr.       |            | 45°43′20″N 25°40′07″E / 45.72222°N 25.66861°E   | Încărcați imagine | Raportați eroare |
| 41097.01.05 (Cod LMI: BV-I-m-B-11279.01)  | Situl arheologic de la Hărman - "Gorganul" / ansamblu anonim (Categorie: locuire civilă) (Tip: Fortificație)                                               | sat Hărman, comuna Hărman   | Gorganul           | sec. XI - XII                      |            | 45°43′20″N 25°40′07″E / 45.72222°N 25.66861°E   | Încărcați imagine | Raportați eroare |
| 41186.01.01 (Cod LMI: BV-I-m-A-11280.03)  | Situl arheologic de la Hoghiz - "La Cetate" / ansamblu anonim (Categorie: locuire) (Tip: Așezare)                                                          | sat Hoghiz, comuna Hoghiz   | La Cetate          | dacică sec. II a. Chr. - I p. Chr. |            | 45°59′04″N 25°17′06″E / 45.98446°N 25.285°E     | Încărcați imagine | Raportați eroare |
| 41186.01.02 (Cod LMI: BV-I-m-A-11280.02)  | Situl arheologic de la Hoghiz - "La Cetate" / ansamblu anonim (Categorie: locuire) (Tip: Castru)                                                           | sat Hoghiz, comuna Hoghiz   | La Cetate          | romană sec. II - III               |            | 45°59′04″N 25°17′06″E / 45.98446°N 25.285°E     | Încărcați imagine | Raportați eroare |
| 41186.01.03 (Cod LMI: BV-I-m-A-11280.01)  | Situl arheologic de la Hoghiz - "La Cetate" / ansamblu anonim (Categorie: locuire) (Tip: Așezare)                                                          | sat Hoghiz, comuna Hoghiz   | La Cetate          | sec. II - III                      |            | 45°59′04″N 25°17′06″E / 45.98446°N 25.285°E     | Încărcați imagine | Raportați eroare |
| 41836.02.01                               | Posibila așezare paleolitică de la Hălmeag / ansamblu așezare (Categorie: neprecizată) (Tip: Așezare)                                                      | sat Hălmeag, comuna Șercaia |                    |                                    |            |                                                 | Încărcați imagine | Raportați eroare |
| 41186.02.01                               | Posibila așezare paleolitică de la Hoghiz / ansamblu așezare (Categorie: neprecizată) (Tip: Așezare)                                                       | sat Hoghiz, comuna Hoghiz   |                    |                                    |            |                                                 | Încărcați imagine | Raportați eroare |
| 41042.01.01                               | Situl arheologic de la Hălchiu / ansamblu anonim (Categorie: locuire civilă) (Tip: Așezare)                                                                | sat Hălchiu, comuna Hălchiu |                    | Boian                              |            |                                                 | Încărcați imagine | Raportați eroare |
| 41042.01.02                               | Situl arheologic de la Hălchiu / ansamblu anonim (Categorie: locuire civilă) (Tip: Așezare)                                                                | sat Hălchiu, comuna Hălchiu |                    | Cucuteni - Ariușd                  |            |                                                 | Încărcați imagine | Raportați eroare |
| 41042.01.03                               | Situl arheologic de la Hălchiu / ansamblu anonim (Categorie: locuire civilă) (Tip: Așezare)                                                                | sat Hălchiu, comuna Hălchiu |                    | Coțofeni                           |            |                                                 | Încărcați imagine | Raportați eroare |
| 41097.02.01                               | Situl arheologic de la Hărman-punctul "Groapa Banului" / ansamblu anonim (Categorie: locuire civilă) (Tip: Așezare)                                        | sat Hărman, comuna Hărman   | Groapa Banului     | Starčevo - Criș                    |            |                                                 | Încărcați imagine | Raportați eroare |
| 41097.02.02                               | Situl arheologic de la Hărman-punctul "Groapa Banului" / ansamblu anonim (Categorie: locuire civilă) (Tip: Așezare)                                        | sat Hărman, comuna Hărman   | Groapa Banului     |                                    |            |                                                 | Încărcați imagine | Raportați eroare |
| 41097.02.03                               | Situl arheologic de la Hărman-punctul "Groapa Banului" / ansamblu anonim (Categorie: locuire civilă) (Tip: Așezare)                                        | sat Hărman, comuna Hărman   | Groapa Banului     |                                    |            |                                                 | Încărcați imagine | Raportați eroare |
| 41097.02.04                               | Situl arheologic de la Hărman-punctul "Groapa Banului" / ansamblu anonim (Categorie: locuire civilă) (Tip: Așezare)                                        | sat Hărman, comuna Hărman   | Groapa Banului     | Boian                              |            |                                                 | Încărcați imagine | Raportați eroare |
| 41097.02.05                               | Situl arheologic de la Hărman-punctul "Groapa Banului" / ansamblu anonim (Categorie: locuire civilă) (Tip: Așezare)                                        | sat Hărman, comuna Hărman   | Groapa Banului     | Cucuteni - Ariușd                  |            |                                                 | Încărcați imagine | Raportați eroare |
| 41097.02.06                               | Situl arheologic de la Hărman-punctul "Groapa Banului" / ansamblu anonim (Categorie: locuire civilă) (Tip: Așezare)                                        | sat Hărman, comuna Hărman   | Groapa Banului     | Wietenberg                         |            |                                                 | Încărcați imagine | Raportați eroare |
| 41097.02.07                               | Situl arheologic de la Hărman-punctul "Groapa Banului" / ansamblu anonim (Categorie: locuire civilă) (Tip: Așezare)                                        | sat Hărman, comuna Hărman   | Groapa Banului     | Noua                               |            |                                                 | Încărcați imagine | Raportați eroare |
| 41097.02.08                               | Situl arheologic de la Hărman-punctul "Groapa Banului" / ansamblu anonim (Categorie: locuire civilă) (Tip: Așezare)                                        | sat Hărman, comuna Hărman   | Groapa Banului     | Schneckenberg                      |            |                                                 | Încărcați imagine | Raportați eroare |
| 41097.02.09                               | Situl arheologic de la Hărman-punctul "Groapa Banului" / ansamblu anonim (Categorie: locuire civilă) (Tip: Așezare)                                        | sat Hărman, comuna Hărman   | Groapa Banului     | sec.IV                             |            |                                                 | Încărcați imagine | Raportați eroare |
| 41097.02.10                               | Situl arheologic de la Hărman-punctul "Groapa Banului" / ansamblu anonim (Categorie: locuire civilă) (Tip: Așezare)                                        | sat Hărman, comuna Hărman   | Groapa Banului     | sec.VIII-IX                        |            |                                                 | Încărcați imagine | Raportați eroare |
| 41097.02.11                               | Situl arheologic de la Hărman-punctul "Groapa Banului" / ansamblu anonim (Categorie: locuire civilă) (Tip: Cetate)                                         | sat Hărman, comuna Hărman   | Groapa Banului     | sec.XII                            |            |                                                 | Încărcați imagine | Raportați eroare |
| 41097.04.01                               | Așezarea eneolitică de la Hărman - "Dealul Cășăriei" / ansamblu anonim (Categorie: locuire civilă) (Tip: Așezare)                                          | sat Hărman, comuna Hărman   | Dealul Cășăriei    | Cucuteni                           |            |                                                 | Încărcați imagine | Raportați eroare |
| 41257.01                                  | Așezarea neolitică de la Homorod- Băile Homorod (Categorie: locuire civilă) (Tip: așezare)                                                                 | sat Homorod, comuna Homorod | Băile Homorod      |                                    |            |                                                 | Încărcați imagine | Raportați eroare |
| 41257.01.01                               | Așezarea neolitică de la Homorod- Băile Homorod / ansamblu anonim (Categorie: locuire civilă) (Tip: Așezare)                                               | sat Homorod, comuna Homorod | Băile Homorod      | Cucuteni - Ariușd                  |            |                                                 | Încărcați imagine | Raportați eroare |
| 41257.02.01                               | Situl arheologic de la Homorod- Sandberg / ansamblu anonim (Categorie: locuire civilă) (Tip: Așezare)                                                      | sat Homorod, comuna Homorod | Sandberg           |                                    |            |                                                 | Încărcați imagine | Raportați eroare |
| 41257.02.02                               | Situl arheologic de la Homorod- Sandberg / ansamblu anonim (Categorie: locuire civilă) (Tip: Așezare)                                                      | sat Homorod, comuna Homorod | Sandberg           |                                    |            |                                                 | Încărcați imagine | Raportați eroare |
| 41042.03.01                               | Depozitul de epoca bronzului de la Hălchiu / ansamblu anonim (Categorie: depozit/tezaur) (Tip: Depozit)                                                    | sat Hălchiu, comuna Hălchiu |                    |                                    |            |                                                 | Încărcați imagine | Raportați eroare |
| 41042.04.01                               | Așezarea de epoca bronzului de la Hălchiu / ansamblu anonim (Categorie: locuire civilă) (Tip: Așezare)                                                     | sat Hălchiu, comuna Hălchiu |                    |                                    |            |                                                 | Încărcați imagine | Raportați eroare |
| 41836.03.01                               | Situl arheologic de la Hălmeag - "Dealul Cătanelor" / ansamblu anonim (Categorie: locuire civilă) (Tip: Așezare)                                           | sat Hălmeag, comuna Șercaia | Dealul Cătanelor   | Schneckenberg                      |            |                                                 | Încărcați imagine | Raportați eroare |
| 41836.03.02                               | Situl arheologic de la Hălmeag - "Dealul Cătanelor" / ansamblu anonim (Categorie: locuire civilă) (Tip: Așezare)                                           | sat Hălmeag, comuna Șercaia | Dealul Cătanelor   |                                    |            |                                                 | Încărcați imagine | Raportați eroare |
| 41097.05                                  | Toporul de epoca bronzului de la Hărman (Categorie: neprecizată) (Tip: neprecizat)                                                                         | sat Hărman, comuna Hărman   |                    |                                    |            |                                                 | Încărcați imagine | Raportați eroare |
| 41097.03.01                               | Situl arheologic de la Hărman- Dealul Lempeș / ansamblu anonim (Categorie: locuire civilă) (Tip: Așezare)                                                  | sat Hărman, comuna Hărman   | Dealul Lempeș      | Schneckenberg                      |            |                                                 | Încărcați imagine | Raportați eroare |
| 41097.03.02                               | Situl arheologic de la Hărman- Dealul Lempeș / ansamblu anonim (Categorie: locuire civilă) (Tip: Așezare)                                                  | sat Hărman, comuna Hărman   | Dealul Lempeș      | Starčevo - Criș                    |            |                                                 | Încărcați imagine | Raportați eroare |
| 41097.03.03                               | Situl arheologic de la Hărman- Dealul Lempeș / ansamblu anonim (Categorie: locuire civilă) (Tip: Așezare)                                                  | sat Hărman, comuna Hărman   | Dealul Lempeș      | ceramicii liniare                  |            |                                                 | Încărcați imagine | Raportați eroare |
| 41097.03.04                               | Situl arheologic de la Hărman- Dealul Lempeș / ansamblu anonim (Categorie: locuire civilă) (Tip: Așezare)                                                  | sat Hărman, comuna Hărman   | Dealul Lempeș      | Boian - Giulești                   |            |                                                 | Încărcați imagine | Raportați eroare |
| 41097.03.05                               | Situl arheologic de la Hărman- Dealul Lempeș / ansamblu anonim (Categorie: locuire civilă) (Tip: Așezare)                                                  | sat Hărman, comuna Hărman   | Dealul Lempeș      | Cucuteni - Ariușd                  |            |                                                 | Încărcați imagine | Raportați eroare |
| 41097.03.06                               | Situl arheologic de la Hărman- Dealul Lempeș / ansamblu anonim (Categorie: locuire civilă) (Tip: Fortificație)                                             | sat Hărman, comuna Hărman   | Dealul Lempeș      |                                    |            |                                                 | Încărcați imagine | Raportați eroare |
| 41097.06.01                               | Așezarea Wietenberg de la Hărman / ansamblu anonim (Categorie: locuire civilă) (Tip: Așezare)                                                              | sat Hărman, comuna Hărman   |                    | Wietenberg                         |            |                                                 | Încărcați imagine | Raportați eroare |
| 41257.03.01                               | Situl arheologic de la Homorod- Valea Homorod / ansamblu anonim (Categorie: locuire civilă) (Tip: Așezare)                                                 | sat Homorod, comuna Homorod | Valea Homorod      |                                    |            |                                                 | Încărcați imagine | Raportați eroare |
| 41257.03.02                               | Situl arheologic de la Homorod- Valea Homorod / ansamblu anonim (Categorie: locuire civilă) (Tip: Monetărie)                                               | sat Homorod, comuna Homorod | Valea Homorod      |                                    |            |                                                 | Încărcați imagine | Raportați eroare |
| 41042.02                                  | Descoperiri ceramice hallstattiene la Hălchiu (Categorie: neprecizată) (Tip: neprecizat)                                                                   | sat Hălchiu, comuna Hălchiu |                    |                                    |            |                                                 | Încărcați imagine | Raportați eroare |
| 41097.07.01                               | Descoperiri hallstattiene și tezaur monetar la Hărman / ansamblu anonim (Categorie: depozit/tezaur) (Tip: neprecizat)                                      | sat Hărman, comuna Hărman   |                    |                                    |            |                                                 | Încărcați imagine | Raportați eroare |
| 41097.07.02                               | Descoperiri hallstattiene și tezaur monetar la Hărman / ansamblu anonim (Categorie: depozit/tezaur) (Tip: tezaur)                                          | sat Hărman, comuna Hărman   |                    |                                    |            |                                                 | Încărcați imagine | Raportați eroare |
| 41042.05.01                               | Așezarea dacică 1. de la Hălchiu / ansamblu anonim (Categorie: locuire civilă) (Tip: Așezare)                                                              | sat Hălchiu, comuna Hălchiu |                    | dacică                             |            |                                                 | Încărcați imagine | Raportați eroare |
| 41042.06.01                               | Așezarea dacică 2. de la Hălchiu / ansamblu anonim (Categorie: locuire civilă) (Tip: Așezare)                                                              | sat Hălchiu, comuna Hălchiu |                    | dacică                             |            |                                                 | Încărcați imagine | Raportați eroare |
| 41097.08.01                               | Urne cinerare dacice descoperite la Hărman - "Dealul Talinenberg" / ansamblu anonim (Categorie: descoperire funerară) (Tip: Necropolă)                     | sat Hărman, comuna Hărman   | Dealul Talinenberg |                                    |            |                                                 | Încărcați imagine | Raportați eroare |
| 41836.04.01                               | Așezarea de la Hălmeag - "În Iniște" / ansamblu anonim (Categorie: locuire civilă) (Tip: Așezare)                                                          | sat Hălmeag, comuna Șercaia | În Iniște          |                                    |            |                                                 | Încărcați imagine | Raportați eroare |
| 41836.05.01                               | Descoperiri funerare de la Hălmeag- CAP / ansamblu descoperiri funerare (Categorie: descoperire funerară) (Tip: Morminte)                                  | sat Hălmeag, comuna Șercaia | CAP                |                                    |            |                                                 | Încărcați imagine | Raportați eroare |
| 41836.06.01                               | Așezarea romană de la Hălmeag / ansamblu așezare (Categorie: locuire civilă) (Tip: Așezare)                                                                | sat Hălmeag, comuna Șercaia |                    |                                    |            |                                                 | Încărcați imagine | Raportați eroare |
| 41186.03                                  | Situl arheologic de la Hoghiz (Categorie: locuire) (Tip: așezare)                                                                                          | sat Hoghiz, comuna Hoghiz   |                    |                                    |            |                                                 | Încărcați imagine | Raportați eroare |
| 41186.03.01                               | Situl arheologic de la Hoghiz / ansamblu anonim (Categorie: locuire) (Tip: neprecizat)                                                                     | sat Hoghiz, comuna Hoghiz   |                    | Starčevo - Criș                    |            |                                                 | Încărcați imagine | Raportați eroare |
| 41186.03.02                               | Situl arheologic de la Hoghiz / ansamblu anonim (Categorie: locuire) (Tip: tezaur)                                                                         | sat Hoghiz, comuna Hoghiz   |                    |                                    |            |                                                 | Încărcați imagine | Raportați eroare |
| 41186.03.03                               | Situl arheologic de la Hoghiz / ansamblu anonim (Categorie: locuire) (Tip: Așezare)                                                                        | sat Hoghiz, comuna Hoghiz   |                    | Lumea Nouă                         |            |                                                 | Încărcați imagine | Raportați eroare |
| 41186.04.01                               | Situl arheologic de la Hoghiz - "Pe Măgurice" / ansamblu anonim (Categorie: locuire civilă) (Tip: Așezare)                                                 | sat Hoghiz, comuna Hoghiz   | Pe Măgurice        | Wietenberg                         |            |                                                 | Încărcați imagine | Raportați eroare |
| 41186.04.02                               | Situl arheologic de la Hoghiz - "Pe Măgurice" / ansamblu anonim (Categorie: locuire civilă) (Tip: Așezare)                                                 | sat Hoghiz, comuna Hoghiz   | Pe Măgurice        | Schneckenberg                      |            |                                                 | Încărcați imagine | Raportați eroare |
| 41186.04.03                               | Situl arheologic de la Hoghiz - "Pe Măgurice" / ansamblu anonim (Categorie: locuire civilă) (Tip: Așezare)                                                 | sat Hoghiz, comuna Hoghiz   | Pe Măgurice        |                                    |            |                                                 | Încărcați imagine | Raportați eroare |
| 41186.05.01                               | Așezarea hallstattiană de la Hoghiz - "Dealul Cerului" / ansamblu anonim (Categorie: locuire civilă) (Tip: Așezare)                                        | sat Hoghiz, comuna Hoghiz   | Dealul Cerului     |                                    |            |                                                 | Încărcați imagine | Raportați eroare |
| 41042.07.01                               | Situl arheologic de la Hălchiu - "La Ștrand" / ansamblu anonim (Categorie: locuire civilă) (Tip: Așezare)                                                  | sat Hălchiu, comuna Hălchiu | La Ștrand          | III-IV                             |            |                                                 | Încărcați imagine | Raportați eroare |
| 41042.07.02                               | Situl arheologic de la Hălchiu - "La Ștrand" / ansamblu anonim (Categorie: locuire civilă) (Tip: Așezare)                                                  | sat Hălchiu, comuna Hălchiu | La Ștrand          | Starčevo - Criș                    |            |                                                 | Încărcați imagine | Raportați eroare |
| 41097.09.01                               | Așezarea din epoca migrațiilor de la Hărman / ansamblu anonim (Categorie: locuire civilă) (Tip: Așezare)                                                   | sat Hărman, comuna Hărman   |                    | VIII-IX                            |            |                                                 | Încărcați imagine | Raportați eroare |
| 41836.07.01                               | Situl arheologic de la Hălmeag - "Valea Mâții" / ansamblu anonim (Categorie: locuire civilă) (Tip: Așezare)                                                | sat Hălmeag, comuna Șercaia | Valea Mâții        | Petrești                           |            |                                                 | Încărcați imagine | Raportați eroare |
| 41836.07.02                               | Situl arheologic de la Hălmeag - "Valea Mâții" / ansamblu anonim (Categorie: locuire civilă) (Tip: Așezare)                                                | sat Hălmeag, comuna Șercaia | Valea Mâții        | Coțofeni                           |            |                                                 | Încărcați imagine | Raportați eroare |
| 41042.08.01                               | Așezarea eneolitică de la Hălchiu- Eichbrucken / ansamblu anonim (Categorie: locuire civilă) (Tip: Așezare)                                                | sat Hălchiu, comuna Hălchiu | Eichbrucken        | Cucuteni - Ariușd                  |            |                                                 | Încărcați imagine | Raportați eroare |
| 41042.09                                  | Unelte eneolitice la Hălchiu- Berle Brannen (Categorie: descoperire izolată) (Tip: obiect izolat)                                                          | sat Hălchiu, comuna Hălchiu | Berle Brannen      |                                    |            |                                                 | Încărcați imagine | Raportați eroare |
| 41836.08.01 (Cod LMI: BV-II-m-A-11713.02) | Ruinele cetății sătești și biserică evanghelică reformată fortificată de la Hălmeag / ansamblu Castrum Halmage (Categorie: locuire) (Tip: Cetate sătească) | sat Hălmeag, comuna Șercaia | 252                | teutonă sec. XIII - XV             |            |                                                 | Încărcați imagine | Raportați eroare |
| 41836.08.02 (Cod LMI: BV-II-m-A-11713.01) | Ruinele cetății sătești și biserică evanghelică reformată fortificată de la Hălmeag / ansamblu anonim (Categorie: locuire) (Tip: Biserică)                 | sat Hălmeag, comuna Șercaia | 252                | sec. XIII - XV                     |            |                                                 | Încărcați imagine | Raportați eroare |
| 41097.10.01 (Cod LMI: BV-II-m-A-11715.03) | Cetatea sătească și biserică evanghelică fortificată de la Hărman. / ansamblu anonim (Categorie: locuire civilă) (Tip: Cetate sătească)                    | sat Hărman, comuna Hărman   | str. Pieții 2      | sec. XIII - XVI                    |            | 45°43′06″N 25°40′48″E / 45.718285°N 25.680027°E | Încărcați imagine | Raportați eroare |
| 41097.10.02 (Cod LMI: BV-II-m-A-11715.01) | Cetatea sătească și biserică evanghelică fortificată de la Hărman. / ansamblu anonim (Categorie: locuire civilă) (Tip: Biserică)                           | sat Hărman, comuna Hărman   | str. Pieții 2      | sec. XIII - XVIII                  |            |                                                 | Încărcați imagine | Raportați eroare |
| 41097.10.03 (Cod LMI: BV-II-m-A-11715.02) | Cetatea sătească și biserică evanghelică fortificată de la Hărman. / ansamblu anonim (Categorie: locuire civilă) (Tip: Capelă)                             | sat Hărman, comuna Hărman   | str. Pieții 2      | sec. XIII - XVI                    |            |                                                 | Încărcați imagine | Raportați eroare |
| 41097.10.04 (Cod LMI: BV-II-m-A-11715.04) | Cetatea sătească și biserică evanghelică fortificată de la Hărman. / ansamblu anonim (Categorie: locuire civilă) (Tip: Șanț de apărare)                    | sat Hărman, comuna Hărman   | str. Pieții 2      | sec. XVI                           |            |                                                 | Încărcați imagine | Raportați eroare |